# 野間正二
野間 正二（のま しょうじ、1949年 - ）は、日本の著作家、英米文学研究者、教育者。専門はアメリカ文学、比較文化。

## 来歴
京都府に生まれる。1973年に京都教育大学教育学部英文科を卒業後、大阪市立大学大学院文学研究科に進み、1977年にアメリカ文学専攻（修士課程）を、1979年に博士課程を、それぞれ修了した。2000年1月に論文「読みの快楽 - メルヴィルの全短編を読む」で京都大学から博士（文学）の学位を取得した。
神戸商科大学英米語講師や京都府立大学文学部教授（在職中付属図書館長を兼任）、佛教大学文学部英米学科教授を歴任した。佛教大学では文学部長も務めている。
演劇関連の経歴として、兵庫県立ピッコロ演劇学校を修了し、劇団東京芸術座では解題を担当した（平石耕一全作品含む）。

## 著作

### 単著
- 『芝居もおもしろい』近代文藝社、1992年9月1日
- 『読みの快楽―メルヴィルの全短編を読む』国書刊行会、1999年7月1日
- 『「キャッチャー・イン・ザ・ライ」の謎をとく』創元社、2003年10月1日
- 『戦争PTSDとサリンジャー 反戦三部作の謎をとく』創元社、2005年10月1日
- 『「グレート・ギャツビー」の読み方』創元社、2008年9月1日
- 『小説の読み方/論文の書き方』昭和堂、2011年3月1日
  - 『小説の読み方/論文の書き方』（改訂版）昭和堂、2015年
- 『英訳された日本文学を読む』文理閣、2022年
- 『戦争PTSDとアメリカ文学 南北戦争からベトナム戦争までを読む』文理閣、2023年5月23日

### 訳書
- 『英語で読む池田の民話』（ウィリアム・フェネルとの共訳）池田町教育委員会、2015年